# Ред Дир (река)
Ред Дир (енгл. Red Deer River) је река која протиче кроз јужне делове канадске провинције Алберта. Највећа је притока реке Јужни Саскачеван и део је речног система Саскачеван-Нелсон који припада сливу Хадсоновог залива. 
Извире на источним обронцима канадских Стеновитих планина на надморској висини од 2.200 метара. Улива се у реку Јужни Саскачеван након 16 км тока кроз провинцију Саскачеван на надморској висини од 579 метара. Укупан пад од извора до ушћа је 1.621 метар, односно у просеку 2,24 м/км тока. Укупна дужина водотока је 724 км. Површина територије која се одводњава према њој је 45.100 км², а просечан проток је 70 м³/с.
Најважније насеље на њеним обалама је град Ред Дир који се снабдева водом управо из корита ове реке.